# Robert Greene (dramaturg)

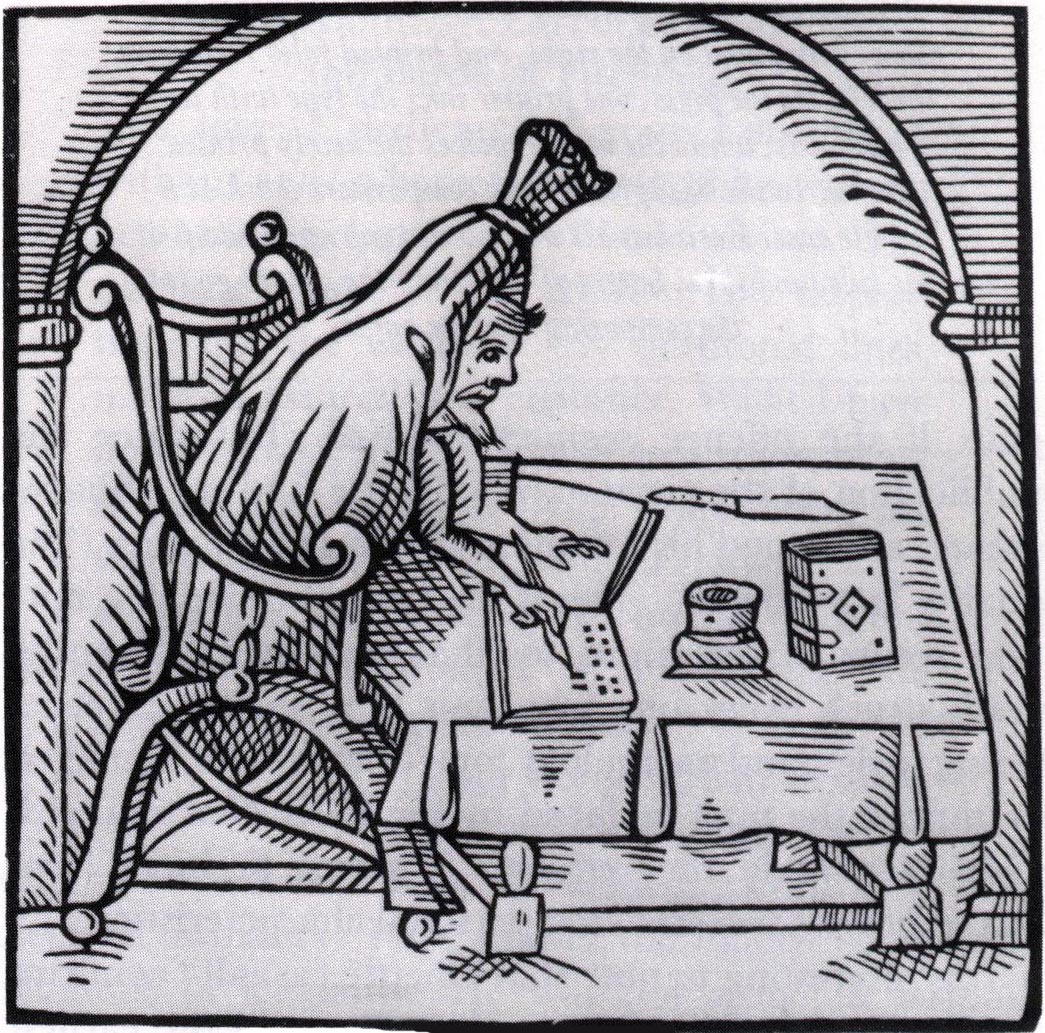
gravură în lemn reprezentându-l pe Robert Greene

Robert Greene (n. 11 iulie 1558, Norwich, Anglia, Regatul Unit – d. 3 septembrie 1592, Londra, Regatul Angliei) a fost un dramaturg și scriitor englez.
Piesele sale de teatru critică moravurile acelei epoci. A mai scris și romane umoristice, pamflete și versuri.

## Scrieri
- 1587 — Istoria comică despre Alphonsus, rege de Aragon ("Comical History of Alphonsus, King of Aragon")
- 1588 — Pandosto
- 1589 — Menaphon
- 1589 — Călugărul Bacon și călugărul Bungay ("Friar Bacon and Friar Bungay")
- 1590 — Veșmântul de doliu al lui Greene ("Greene's Mourning Garment")
- 1590 — Istoria scoțiană a lui Iacob al IV-lea ("The Scottish History of James IV")
- 1591 — Orlando Furioso
- 1592 — Minte de un ban cumpărată cu un milion de regrete ("A Groatsworth of Wit Bought with a Million of Repentance")
- 1592 — Philomela
- 1592 — Apărarea unui pezevenghi ("Defense of a Conny-Cathcing")
- 1592 — Mesagerul cărților negre ("The Blacke Bookes Messenger")
- 1594 — O oglindă pentru Londra și Anglia ("The Looking Glass for London and England").